# Dąbie (Gran Polònia)
Dąbie (alemany: Eichstädt) és una ciutat de Polònia, es troba al voivodat de Gran Polònia, al powiat de Koło. El 2018 tenia 2.004 habitants. El 2021 tenia 1.358 habitants.